# Голлівудська аварія
Голлівудська аварія (англ. Crashing Hollywood) — американська короткометражна кінокомедія Роско Арбакла 1931 року з Вірджинією Брукс в головній ролі.

## У ролях
- Вірджинія Брукс
- Ріта Флінн
- Філліс Крейн
- Едвард Дж. Наджент
- Вілбур Мак
- Волтер Мерілл
- Браянт Вошберн
- Джордж Чандлер
- Бетті Грейбл